# Antimilitarisme

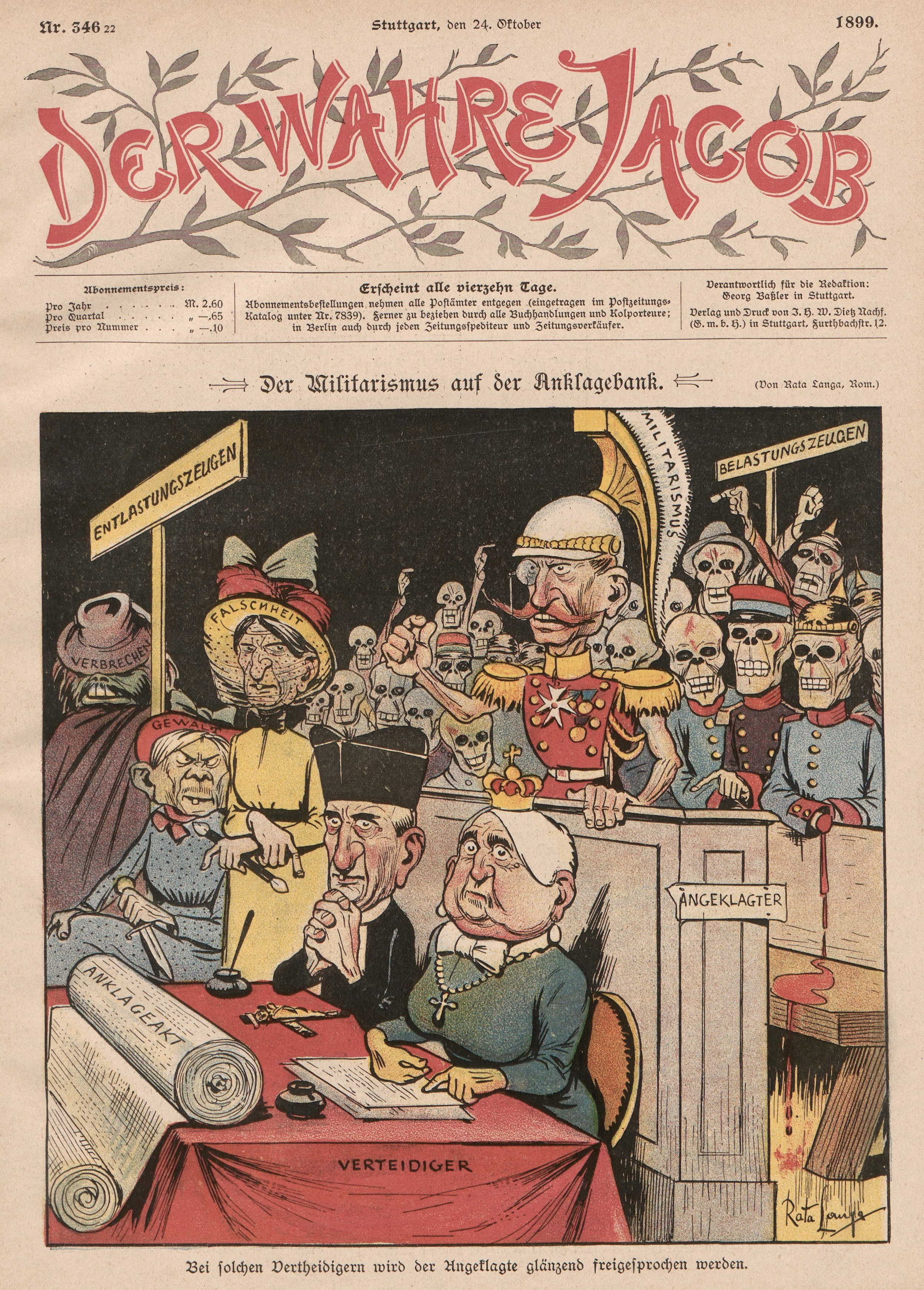
Caricature antimilitariste et anticléricale signée Rata Langa (Gabriele Galantara), Der Wahrer Jacob, 1899.

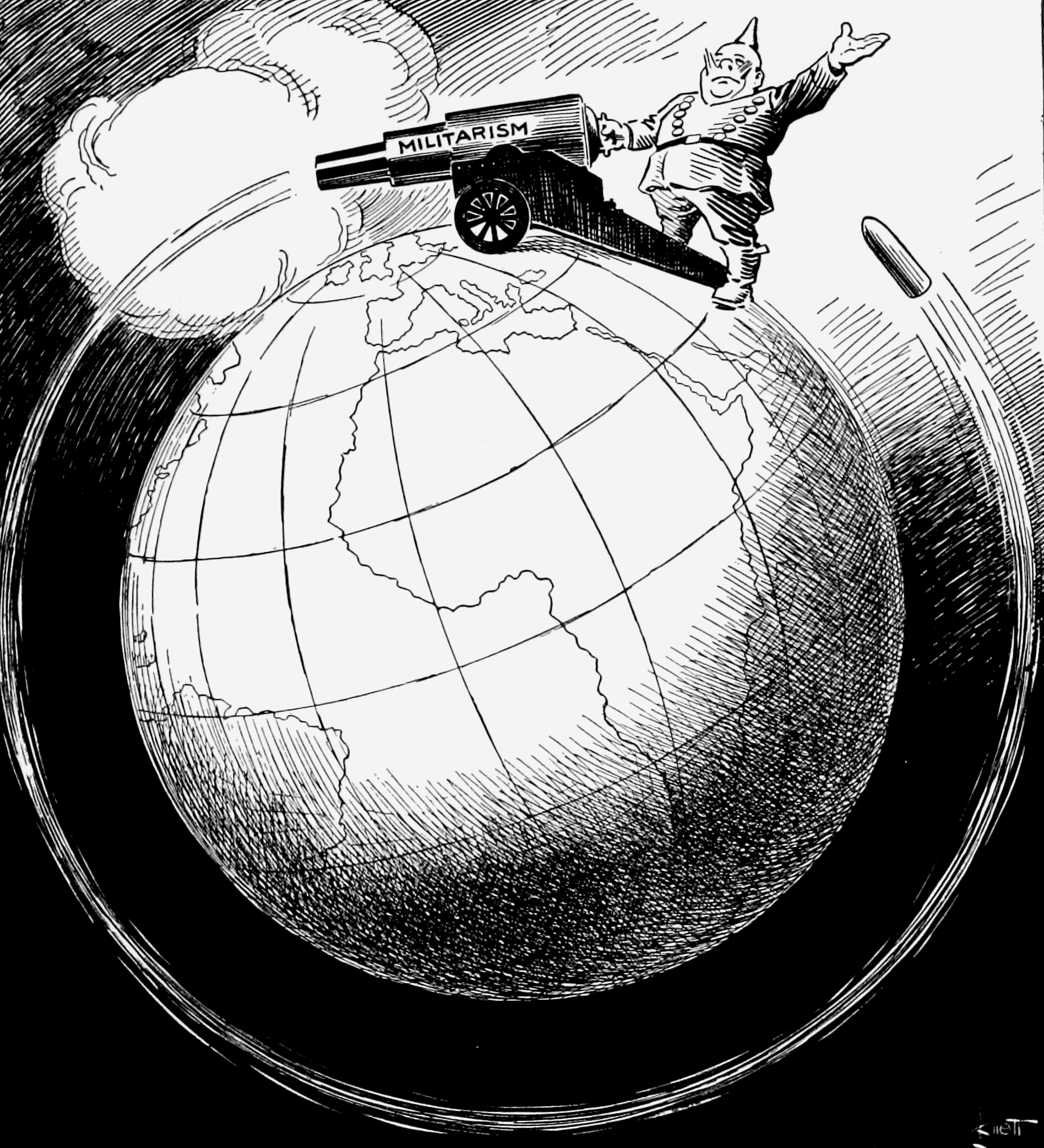
It Shoots Further Than He Dreams, John F. Knott, 26 mars 1918.

Ne doit pas être confondu avec Pacifisme.
L'antimilitarisme est une idéologie qui s'oppose au militarisme, dans ses dimensions hiérarchiques et autoritaires, mais aussi bellicistes et nationalistes.
Antiautoritaires et internationalistes, les antimilitaristes se distinguent des pacifistes par le fait qu'ils ne s'opposent pas tous, par principe, au conflit armé (notamment dans le cadre de l'auto-défense sociale) mais à l'utilisation de l'institution militaire par l'État face à d'éventuels ennemis étrangers, à la nature aliénante de cette institution pour les individus et surtout au fait qu'elle garantisse un ordre social inégalitaire à l'intérieur du territoire national (l'« ennemi intérieur »).
Un exemple historique illustre cette position : en Espagne, lors de la révolution sociale de 1936 les milices confédérales anarcho-syndicalistes qui combattent par les armes les franquistes refusent la militarisation des milices par la Seconde République espagnole.

## Définitions
Le terme apparait à la fin du XIXe siècle. Pour le Dictionnaire Larousse, l'antimilitarisme définit une « Hostilité à l'égard de l'esprit et des institutions militaires ». Le Centre national de ressources textuelles et lexicales ajoute à cette hostilité une dimension « systématique envers l'armée et/ou son esprit ».
La Gran Enciclopèdia Catalana est plus précise : « Mouvement d'opposition à la domination de l'armée sur l'administration de l'État dans ses deux aspects : intérieur avec la militarisation de la société, et extérieur par une politique internationale agressive. »
Selon le Dictionnaire historique de la Suisse : « L'antimilitarisme s'oppose à la prépondérance des valeurs, des intérêts et des institutions militaires dans l'État et la société. Il n'implique pas a priori le refus de l'armée, à la différence du Pacifisme, dont il se rapproche cependant souvent ».
Pour l'Encyclopédie anarchiste : « Comme le mot l’indique, l’Antimilitarisme a pour objet de disqualifier le militarisme, d’en dénoncer les redoutables et douloureuses conséquences, de combattre l’esprit belliciste et de caserne, de flétrir et de déshonorer la guerre, d’abolir le régime des Armées ».
Jean-Philippe Lecomte propose cette définition : « Les courants d’idées – et les attitudes et pratiques qui en découlent ou qu’ils suscitent (discours critiques, mobilisation, insoumission, etc.) – qui, d’une part, récusent la nécessité ou la légitimité des forces armées et des activités militaires, dans l’ordre externe ou dans l’ordre interne ; ou, d’autre part, dénoncent et condamnent l’emprise jugée excessive de l’armée, et singulièrement de l’armée de métier, comme du système de valeurs dont elle est supposée porteuse, sur la société et /ou le pouvoir politique ».
Pour Marc Ferro dans son Histoire de France : « Volontiers associé à l'anticléricalisme, l'antimilitarisme est, à l'origine, lié plus directement à l'évolution des régimes politiques. Il apparaît à la chute de Napoléon lorsque l'ordre militaire est discrédité et que le soldat semble comme une survivance du passé, destinée à disparaître ». Par ailleurs, l'historien distingue au moins deux courants : « l'antimilitarisme libertaire et l'antimilitarisme républicain ».
Quand Victor Hugo expose, en 1852, les quatre principaux obstacles à la réalisation de l'idéal démocratique, il place l'institution militaire en première place : « L'armée permanente, l'administration centralisée, le clergé fonctionnaire, la magistrature inamovible ».

### Concept polysémique

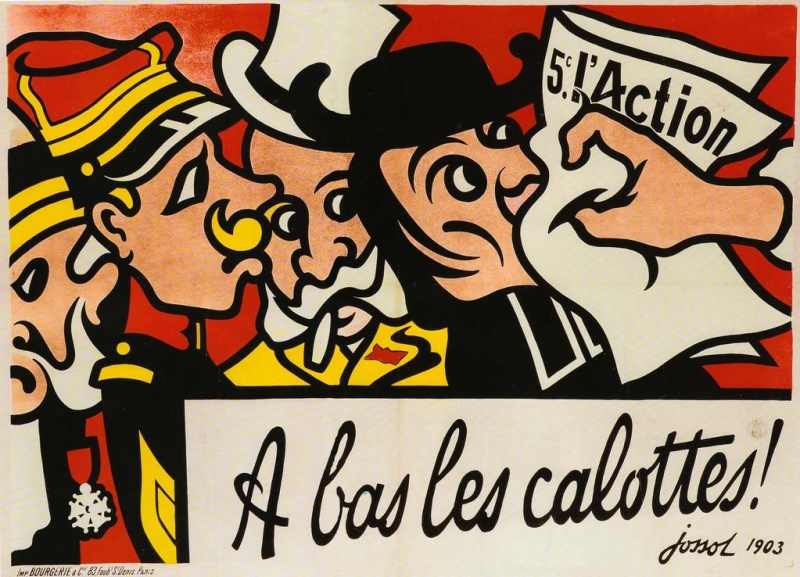
Affiche de Henri Gustave Jossot pour le journal L'Action (1903).

Sous la Troisième République, la campagne de démystification menée par l'anarcho-syndicalisme est facilitée par la structure et l'esprit réactionnaire de la hiérarchie militaire et par l'utilisation de l'armée contre « l'ennemi intérieur », notamment contre les travailleurs en grève.
Un antimilitarisme populaire fait son apparition et se développe, mais à part un secteur limité de pacifistes intégraux, il s'agit d'abord d'une lutte contre le militarisme, c'est-à-dire contre l'utilisation de l'armée au service du jeu international et colonial de la classe dirigeante et contre la structure quasi-féodale de la hiérarchie. Ce point est important, car le mot « antimilitarisme » exprime à la fois deux attitudes : opposition au principe militaire et/ou opposition à l'armée de la classe dirigeante.
La guerre de 1914-1918, ressentie par la majorité de la population comme une guerre pour la défense de la nation, et non pas comme une lutte entre deux impérialismes, a fortement affaibli l'antimilitarisme et cela d'autant que l'Entente est victorieuse. Toutefois, les révélations sur les terribles répressions du temps de guerre, les entreprises impérialistes de l'après-guerre et l'apparition en France d'un parti ouvrier mettant en cause non l'armée en soi, mais la défense nationale « bourgeoise », ont développé un nouvel antimilitarisme qui s'est associé à l'ancien, parfois en l'englobant, parfois en s'y opposant.

### Antimilitarisme ouvrier

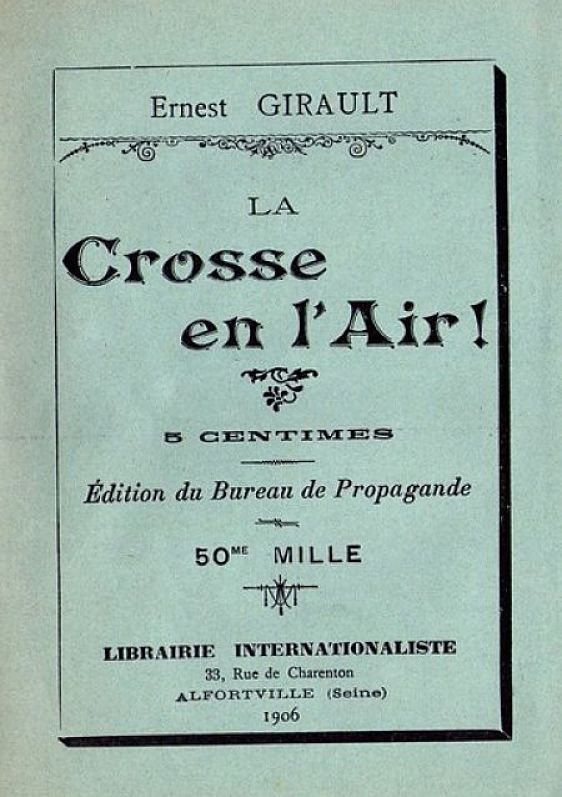
Ernest Girault, La Crosse en l'air, 1906.

Le rôle de l'armée dans la répression de la Commune de Paris et son utilisation répétée dans la répression des grèves ouvrières nourrit un antimilitarisme ouvrier. Le boulangisme et surtout l'affaire Dreyfus, où l'armée est au cœur de la crise, renforcent ce courant.
En octobre 1908, alors qu'un grand nombre de dirigeants cégétistes sont en prison, le Congrès de Marseille de la Confédération générale du travail adopte une motion vigoureusement antimilitariste.
Selon le syndicaliste révolutionnaire Édouard Berth : « l'antimilitarisme ouvrier […] n'a pas sa source dans une horreur abstraite ou sentimentale de la guerre et de l'armée ; il a sa source dans la lutte de classe ; il est né de l'expérience des grèves et des luttes syndicales, où toujours, en face de lui, l'ouvrier rencontre l'armée, gardienne du Capital et gardienne de l'Ordre, en sorte qu'elle lui est apparue comme un simple prolongement de l'atelier capitaliste, et par conséquent comme le symbole vivant de sa servitude. Mais dès lors, l'antimilitarisme n'est plus une protestation individuelle contre la caserne, au nom de principes plus ou moins abstraits ; il n'est plus la simple sécession d'individus se retirant de la collectivité nationale pour recouvrer une indépendance tout égoïste ; une simple désertion individuelle, pouvant être assimilée à une lâcheté ; il est la sécession d'individus se retirant de la collectivité nationale pour entrer dans la collectivité ouvrière ; et l'adoption d'une « patrie » nouvelle, à qui ils se dévouent corps et Ame, à la vie et à la mort. L'antimilitarisme ouvrier tire donc toute sa valeur et tout son sens de son union intime avec l'idée de lutte de classe ; séparez l'antimilitarisme de cette idée, et il n'est plus que l'expression d'une horreur tout individuelle pour ce que les « esprits forts » appellent l'abrutissement de la caserne ».

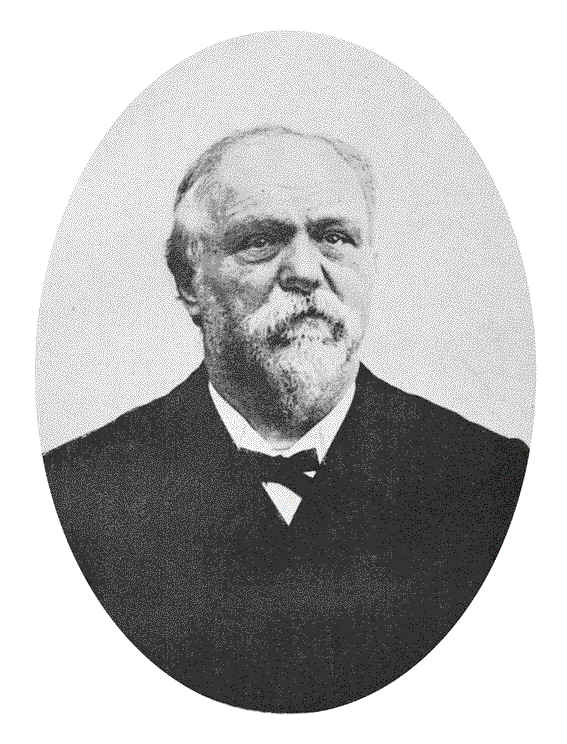
Georges Sorel.

Comme le précise Georges Sorel la même année dans Réflexions sur la violence : « Le syndicalisme se trouve engagé, en France, dans une propagande antimilitariste qui montre clairement l’immense distance qui le sépare du socialisme parlementaire sur cette question de l’État. Beaucoup de journaux croient qu’il s’agit là seulement d’un mouvement humanitaire exagéré […] contre la dureté de la discipline, ou contre la durée du service militaire, ou contre la présence dans les grades supérieurs d’officiers hostiles aux institutions actuelles ; ces raisons-là sont celles qui ont conduit beaucoup de bourgeois à applaudir les déclamations contre l’armée au temps de l’affaire Dreyfus, mais ce ne sont pas les raisons des syndicalistes. L’armée est la manifestation la plus claire, la plus tangible et la plus solidement rattachée aux origines que l’on puisse avoir de l’État. Les syndicalistes ne se proposent pas de réformer l’État comme se le proposaient les hommes du XVIIIe siècle ; ils voudraient le détruire ».

## Avant la Première Guerre mondiale

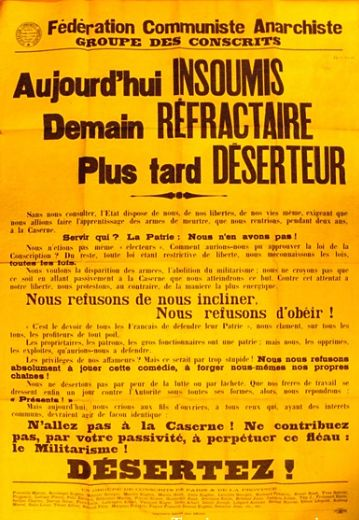
L'affiche du Groupe des conscrits de la Fédération communiste anarchiste, octobre 1912.

Avant la Première Guerre mondiale, l'antimilitarisme est représenté en France et en Belgique par des militants socialistes, anarchistes et syndicalistes révolutionnaires.
Il s'agit pour ces militants de miner la société capitaliste en cherchant à affaiblir et démoraliser sa principale institution défensive, l’armée. Sous prétexte de défendre la patrie, le régime capitaliste s’appuie sur celle-ci pour écraser les mouvements de révolte : de la fusillade de Fourmies (le 1er mai 1891) à celle de Narbonne et de Raon-l’Étape (juillet et aout 1907), l’armée française a donné au prolétariat la confirmation répétée de cette thèse.
En 1886 en France, Joseph Tortelier, Émile Bidault, Octave Jahn, etc. fondent la Ligue des antipatriotes en opposition à la Ligue des patriotes.
La même année, le général Boulanger crée le Carnet B, instrument principal de surveillance des « suspects », français ou étrangers, sous la Troisième République. Géré par le ministère de l'Intérieur, ce fichier est progressivement étendu à tous les individus pouvant troubler l'ordre public ou antimilitaristes qui pourraient s'opposer à la mobilisation nationale. Le 1er août 1914, le ministre de l'Intérieur Louis Malvy décide de ne pas le mettre en œuvre lors du déclenchement de la Première Guerre mondiale. À la fin de la guerre, il est conservé et repris aux fins de surveillance générale, en particulier des étrangers. Il n'est abrogé qu'en 1947.
En décembre 1902, la Ligue antimilitariste animée notamment par Paraf-Javal et Albert Libertad, prône la suppression des armées et comme seule méthode de lutte la désertion.
En juin 1904, se tient le Congrès antimilitariste d'Amsterdam, organisé par Domela Nieuwenhuis qui débouche sur la création de l'Association internationale antimilitariste. Ses statuts n'évoquent pas explicitement l'« anarchisme », mais seulement l'« antimilitarisme révolutionnaire » et préconisent, à plus ou moins court terme, l'« action insurrectionnelle » comme moyen d'action : « À l'ordre de mobilisation vous répondrez par la grève immédiate et l'insurrection ». Les cadres de l'association sont toutefois tous anarchistes ou syndicalistes révolutionnaires.
Dès décembre 1905, la direction de la section française de l'Association internationale antimilitariste est frappée par la répression : 28 dirigeants sont inculpés lors du procès qui se tient du 26 au 30 décembre 1905, et 26 d'entre eux condamnés à 36 ans de prison pour avoir publié une affiche appelant les contingents à se mutiner ou à répondre à la mobilisation par la grève insurrectionnelle.
En octobre 1912, une quarantaine de jeunes militants libertaires refusent publiquement la conscription et se réfugient à l’étranger. La Fédération communiste anarchiste couvre de son sigle leur manifeste reproduit sur 2000 affiches et 80000 tracts, intitulé « Aujourd'hui insoumis, demain réfractaires, plus tard déserteurs ». Louis Lecoin assume les poursuites judiciaires et le 14 novembre, prononce de surcroît un discours appelant au sabotage de la mobilisation dans un meeting. Il est condamné le 19 décembre 1912 à cinq ans de prison pour « provocation au meurtre, à l'incendie et au pillage »,.

### La Guerre sociale

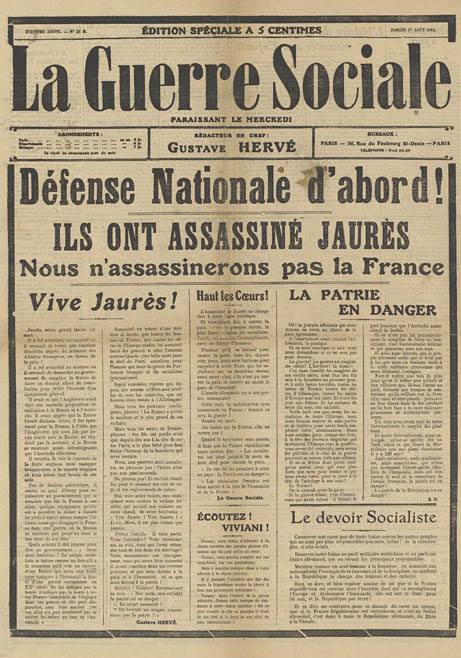
La Guerre Sociale, 1 août 1914, au lendemain de l’assassinat de Jaurès.

En France, le courant antimilitariste s’exprime principalement dans un journal hebdomadaire, La Guerre sociale, fondé en décembre 1906, par Gustave Hervé, pour promouvoir une stratégie de « concentration révolutionnaire » centrée sur un antimilitarisme « insurrectionnel ». Le journal connait un succès grandissant jusque vers 1912 où il fléchit. Il accueille des militants venus de l’anarchisme, comme son secrétaire de rédaction, Miguel Almereyda, comme Victor Méric, un de ses rédacteurs talentueux, comme son dessinateur attitré, Jules Grandjouan, mais il est proche aussi de syndicalistes, Alphonse Merrheim, Victor Griffuelhes, Benoît Broutchoux, Jean De Boë et contribue à entrainer la CGT dans une radicalisation antimilitariste.
Le journal n’est pas opposé à la guerre, pourvu qu'elle soit révolutionnaire : si l’effondrement du capitalisme et la révolution prolétarienne sont inévitables et imminents, il faut se montrer conséquent, renoncer à tout légalisme, faire tout pour s’y préparer, se préparer à la violence notamment par « l’action directe ». Si le socialisme doit être internationaliste, alors le vrai révolutionnaire doit répudier sa prétendue patrie et planter au fumier le drapeau tricolore, objet par excellence du culte patriotique.
Si on relève au cours des années d’avant-guerre un nombre croissant de cas d’insoumissions (3 % du contingent à partir de 1907), de mutineries (dont la célèbre du 17e régiment d'infanterie en 1907 à Béziers) et de désertions, et que le monde ouvrier est pénétré d'une forte et presque unanime hostilité envers l’institution militaire, les thèses insurrectionnelles en cas de mobilisation ne sont suivies que par de minces « minorités agissantes ». On le constatera dès juillet 1914.

## Première Guerre mondiale

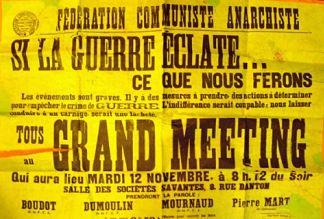
Affiche de la Fédération communiste anarchiste (1913).

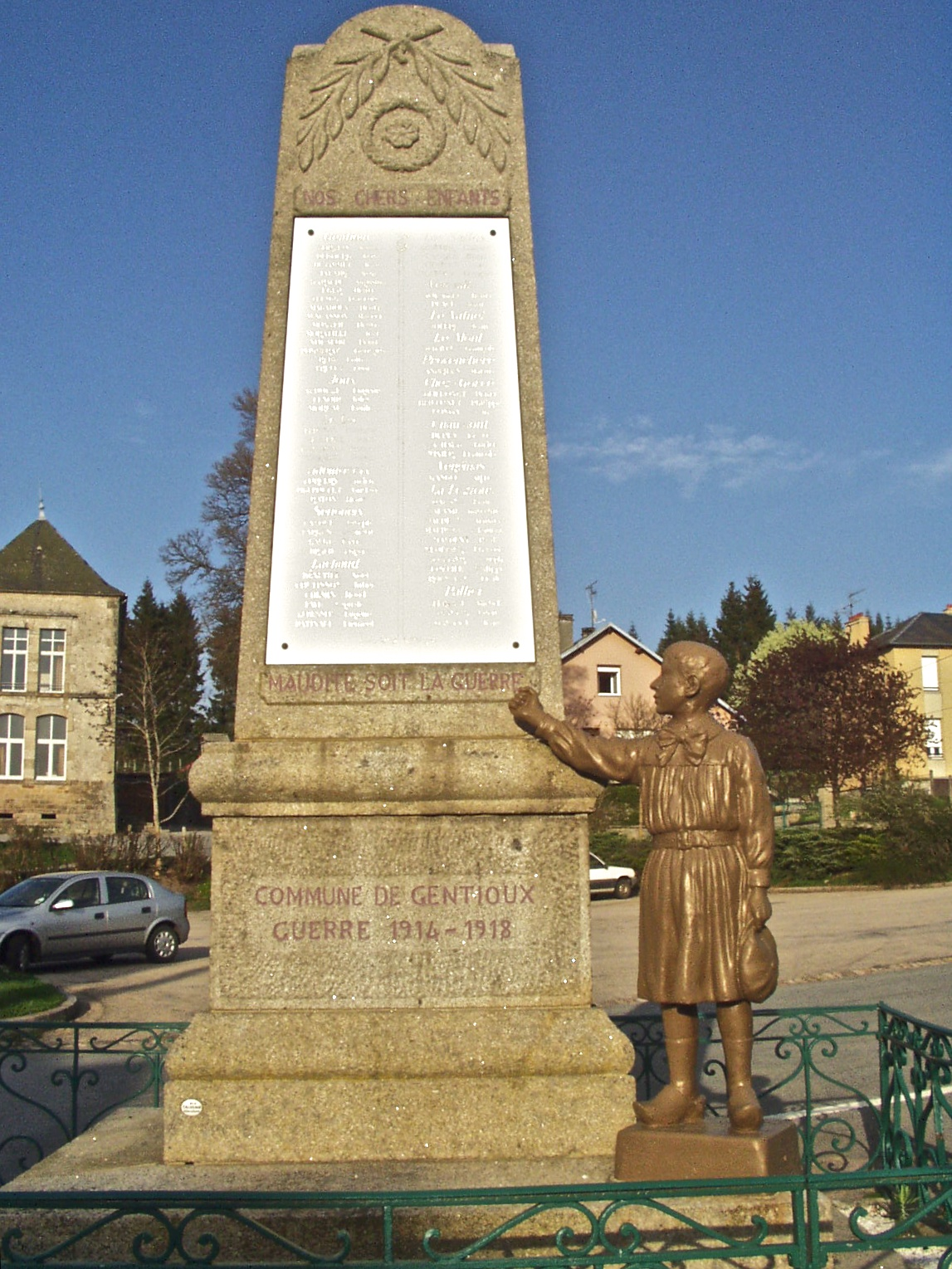
Maudite soit la guerre sur le monument aux morts pacifiste de Gentioux (Creuse).

Le courant antimilitariste, si intransigeant et véhément pendant les années d'avant guerre, ne résiste pas à la menace de la guerre imminente en juillet 1914, qui va le dissoudre en une débandade soudaine accompagnée de reniements.
Mi-juillet à Paris, la SFIO tient un congrès largement consacré à la question de la grève générale en cas de mobilisation. Le congrès bien que divisé s'accorde finalement sur une motion : « Entre tous les moyens employés pour prévenir et empêcher la guerre et pour imposer aux gouvernants le recours à l’arbitrage, le congrès considère comme particulièrement efficace la grève générale ouvrière simultanément et internationalement organisée dans les pays intéressés ainsi que l’agitation et l’action populaires sous les formes les plus actives ».
Fin juillet éclate la Première Guerre mondiale. La CGT rappelle sa thèse officielle, la grève générale, mais les dirigeants sont tenaillés par la peur, les hésitations. Dans l’atmosphère d’exaltation patriotique de ces journées, leurs convictions sont ébranlées. Aucun mot d’ordre précis n’est donné. L’échec de l’opposition à la guerre est évident. La SFIO comme la CGT glissent vers l’Union sacrée. Le 31, Jaurès est assassiné. Le même jour, Gustave Hervé, en éditorial de La Guerre sociale, exige des socialistes le reniement des thèses qu’il avait cherché pendant toutes ces années à leur imposer : il faut, dit-il, « déclarer officiellement, solennellement, qu’on ne fera pas la grève générale préventive contre la guerre menaçante et qu’on ne fera pas la grève générale insurrectionnelle contre la guerre déclarée ». Le 1er août, la mort de Jaurès est mise au service de la ligne nouvelle du journal : « Défense nationale d’abord ! Ils ont assassiné Jaurès, nous n’assassinerons pas la France ».
Le mouvement libertaire international se fracture entre partisans de l'Union sacrée rassemblés autour du Manifeste des Seize et antimilitaristes radicaux. Pour ces derniers : « L'antimilitarisme n'est qu'une forme particulière de l'opposition à l'État, comme la guerre n'est qu'une manifestation particulière de l'organisation capitaliste et hiérarchique de la société ».
Après 1918, les antimilitaristes survivants sont arrivés avec deux « explications » convergentes et contradictoires sur « l’irrésistible courant de ferveur patriotique qui a balayé toutes les idéologies, toutes les divergences entre Français » à l’été 1914 : « Nous avons été débordés par le chauvinisme » et « Il y avait un patriote de 1793 qui sommeillait en chacun de nous ».
La grande guerre impérialiste a laissé plus de huit millions de morts et certains historiens pensent qu’elle ne s’est achevée, qu’en 1945. Ce crime inexpiable qu’ils ont vu venir, oblige à créditer les antimilitaristes d’avant 1914 de lucidité partielle et de courage. Il n’exclut pas cependant de mesurer leur aveuglement sur le possible et le faisable.

## Entre-deux-guerres
« Le refus du service militaire est une assurance contre la mort, cette assurance sera viable dès qu'il y aura suffisamment d'assurés. »

— Léo Campion.

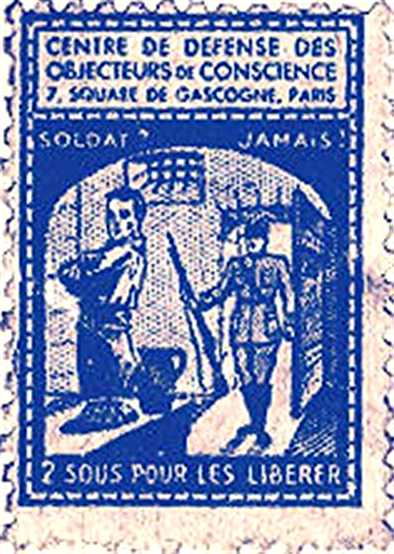
Timbre édité par le Centre de défense des objecteurs de conscience de Gérard Leretour (sans doute en 1936).

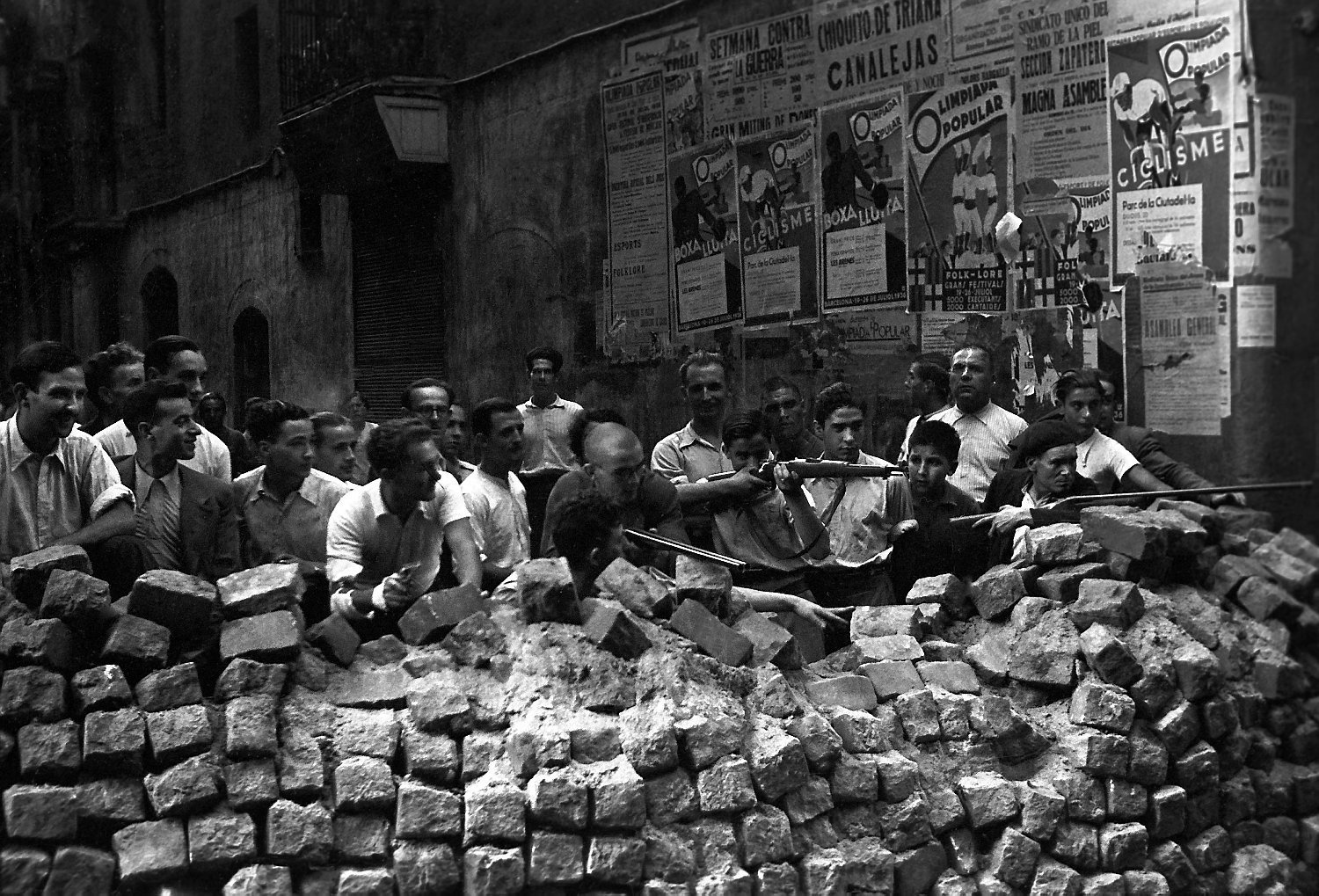
Barcelone le 19 juillet 1936.

En 1933, en Belgique, Léo Campion et Hem Day renvoient leurs livrets militaires et refusent un rappel sous les armes. Ce sont les deux premiers objecteurs de conscience. Ils sont incarcérés et condamnés à plusieurs mois de prison. Après une grève de la faim, ils sont finalement renvoyés de l'armée car indignes de figurer plus longtemps dans ses rangs.
La même année, en France, Gérard Leretour fonde la Ligue des objecteurs de conscience qui devient la section française de l'Internationale des résistants à la guerre. Arrêté fin 1933, pour avoir détruit la statue de Paul Déroulède (fondateur de la Ligue des patriotes) dans un square de Paris, il est condamné à 18 mois de prison et fait une nouvelle grève de la faim pour obtenir le statut de prisonnier politique. La Ligue des objecteurs est dissoute officiellement mais reconstituée, en 1936, sous le nom de Centre de défense des objecteurs de conscience.
En septembre 1939, Louis Lecoin, déjà insoumis lors de la guerre précédente, rédige un tract intitulé « Paix immédiate », distribué à 100 000 exemplaires avec l'aide de, notamment, Nicolas Faucier.

### Guerre d'Espagne et militarisation des milices
Après le coup d'État militaire des 17 et 18 juillet 1936, les milices confédérales regroupent des travailleurs de la CNT et de la FAI. Elles jouent un rôle déterminant durant les premiers mois de la guerre d'Espagne dans la défense de la République et de la révolution sociale en cours.
Dans ces milices, les anarchistes refusent l'uniforme, le salut militaire et autres marques de respect à la hiérarchie ; les officiers, élus, pouvaient se succéder rapidement à la tête d'un groupe et les hommes s'estimaient en droit de discuter les ordres et de ne les appliquer que s'ils étaient d'accord.
À partir d'octobre 1936, le gouvernement tente de les intégrer dans la nouvelle Armée populaire de la République espagnole. Une grande partie des miliciens refusent cette intégration dans l'armée, et par conséquent leur militarisation. À l'été 1936, l'anarchiste Buenaventura Durruti explique les raisons idéologiques de cette opposition : « une milice ouvrière ne peut pas être dirigée selon les règles classiques de l'Armée. […] la discipline, la coordination et la réalisation d'un plan sont des choses indispensables. Mais tout cela ne doit pas être compris selon les critères qui avaient cours dans le monde que nous sommes en train de détruire. Nous devons bâtir sur de nouvelles bases. […] la solidarité entre les hommes est le meilleur stimulant pour éveiller la responsabilité individuelle, qui sait accepter la discipline comme un acte d'autodiscipline. […] le but de notre combat est le triomphe de la révolution. Cela signifie non seulement la victoire sur l'ennemi, mais aussi un changement radical de l'homme. Afin que se réalise cette transformation, il est essentiel que l'homme apprenne à vivre et à se conduire comme un homme libre, apprentissage où se développeront les facultés de la responsabilité et de la personnalité, qui le rendront maître de ses propres actes. […] Le combattant n'est rien d'autre qu'un ouvrier utilisant le fusil comme outil, et ses actes doivent tendre au même but que l'ouvrier. Dans la lutte, il ne peut pas se conduire comme un soldat qui se laisse commander, mais comme un homme conscient, qui comprend l'importance de ses actes. […] Si notre appareil militaire de la révolution doit être soutenu par la peur, alors nous n'aurons rien changé, si ce n'est la couleur de la peur. C'est seulement en se libérant de la peur que la société pourra se construire dans la liberté ». Cependant, quelques heures avant sa mort il comptait en rediscuter avec Cipriano Mera, ex-antimilitariste finissant le plus haut gradé.

## Après la Seconde Guerre mondiale
La Seconde Guerre mondiale a donné naissance à un nouveau courant antimilitariste, et à des résistances parmi les conscrits destinés à combattre en Algérie et en Indochine. La guerre froide, avec ses menaces d’apocalypse nucléaire, la révolte de la jeunesse en Mai 1968, la guerre du Viêt Nam et plus récemment, les guerres du Golfe ou les opérations françaises en Afrique, ou encore la militarisation du secteur nucléaire civil ont suscité des mouvements d’hostilité aux armées et aux guerres.

### Objection de conscience

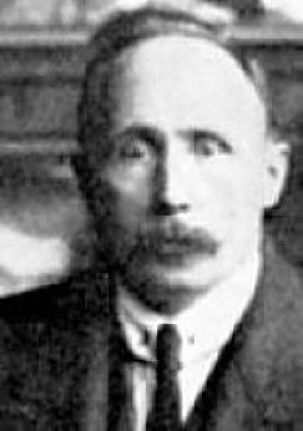
Louis Lecoin.

En France en 1958, l'anarchiste Louis Lecoin lance une campagne pour l'obtention d'un statut pour les objecteurs de conscience. Albert Camus y participe activement. À l’automne 1958, le projet est étudié officieusement par le gouvernement et 10 objecteurs ayant accompli au moins cinq ans de leur peine, sont libérés. Mais face à l’hostilité de l’armée, le gouvernement tergiverse. Le 1er juin 1962, Louis Lecoin entame une grève de la faim à l'âge de 74 ans. Il est notamment soutenu par Le Canard enchaîné où Henri Jeanson interpelle les intellectuels par un retentissant « Holà ! Les Grandes Gueules ! Laisserez-vous mourir Louis Lecoin ? ». Le 15 juin il est admis de force à l’hôpital. Le soir même, 28 objecteurs sont libérés. Le 22 juin, le Premier Ministre Georges Pompidou lui transmet la promesse qu'un projet de loi va être soumis au Parlement. Lecoin quitte l’hôpital le 5 juillet. Il faut néanmoins une nouvelle mobilisation en février et mars 1963, dont une pétition de personnalités, pour que le projet soit effectivement étudié durant l’été 1963. Lecoin menace de reprendre sa grève de la faim et le statut, amendé, est adopté le 22 décembre 1963 à l’Assemblée nationale et promulgué le lendemain. Tous les objecteurs de conscience sont libérés.
En Belgique, à la suite des combats incessants de Jean Van Lierde depuis 1949, l'objection de conscience est légalisée en 1964.

### Guerre d'Algérie
Le 6 septembre 1960, est publié en France le Manifeste des 121, titré « Déclaration sur le droit à l’insoumission dans la guerre d’Algérie », par des intellectuels, universitaires et artistes. Selon ses propres termes, il cherche à informer l’opinion française et internationale du mouvement de contestation contre la guerre d'Algérie. Les 121 y critiquent l'attitude équivoque de la France vis-à-vis du mouvement d'indépendance algérien, en appuyant le fait que la « population algérienne opprimée » ne cherche qu'à être reconnue « comme communauté indépendante ». Partant du constat de l'effondrement des empires coloniaux, ils mettent en exergue le rôle politique de l'armée dans le conflit, dénonçant notamment le militarisme et la torture, qui va « contre les institutions démocratiques ».
Le manifeste se termine sur trois propositions dont cet appel à soutenir les réfractaires : « Nous respectons et jugeons justifié le refus de prendre les armes contre le peuple algérien ». Parmi les signataires : Simone de Beauvoir, Maurice Blanchot, Pierre Boulez, André Breton, Guy Debord, René Dumont, Marguerite Duras, Daniel Guérin, Maurice Joyeux, Claude Lanzmann, Henri Lefebvre, Gérard Legrand, François Maspero, Théodore Monod, Alain Resnais, Françoise Sagan, Jean-Paul Sartre, Simone Signoret, François Truffaut, Pierre Vidal-Naquet.

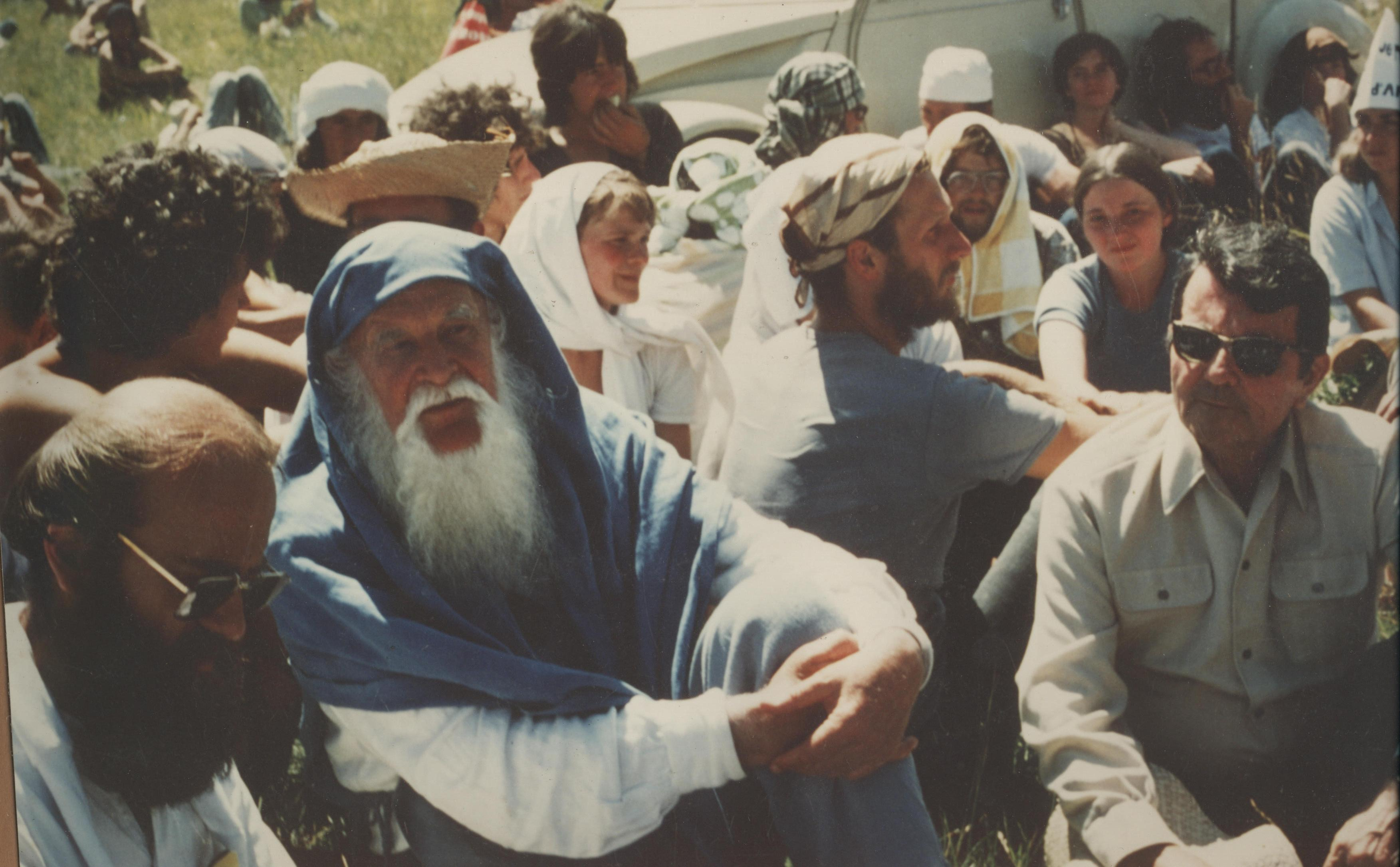
Jacques Pâris de Bollardière (à droite) sur le causse du Larzac, protestant contre l'extension du camp militaire, dans les années 1970.

#### Un général antimilitariste
En avril 1961, le général Jacques Pâris de Bollardière démissionne de l'armée française suite au putsch des généraux. Il déclare à cette occasion : « Le putsch militaire d’Alger me détermine à quitter une armée qui se dresse contre le pays. Il ne pouvait être question pour moi de devenir le complice d’une aventure totalitaire. » Il décide alors de rompre totalement ses liens avec l'armée et de s'engager en faveur de l'antimilitarisme et de la nonviolence,

### Guerre du Viêt Nam

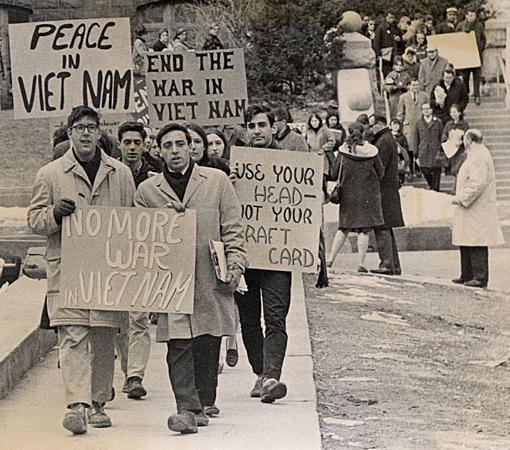
Étudiants américains manifestant contre la guerre du Viêt Nam.

Durant la guerre du Viêt Nam, on compte aux États-Unis, des dizaines de milliers d'actes de désertion et/ou d'insoumission. Les chiffres divergent selon les sources.
De 30 000 à 50 000 insoumis se réfugient au Canada. En 1969, le premier ministre du Canada Pierre Elliott Trudeau déclare que le Canada « est un refuge contre le militarisme » et accorde le statut de résident permanent aux objecteurs de conscience. L'insoumission n'est pas une infraction pénale en vertu du droit canadien.
Selon un article de 2006 d'un site anarchiste - qui n'apporte pas de références - l'armée de terre des États-Unis compte, entre janvier 1967 et janvier 1972, 354 112 militaires ayant quitté leur poste sans permission et, à la signature des accords de paix, 98 324 d'entre eux sont portés manquants.

### Comités de soldats
Dans les années 1970 en France, une centaine de comités de soldats voient le jour, notamment après le vote de la loi de Michel Debré, en 1973, remettant en cause les sursis d'incorporation des étudiants dans l'armée. En février 1976, le syndicaliste Gérard Jussiaux, secrétaire de l'union locale CFDT de Besançon est emprisonné pour avoir accompagné des militaires du contingent d'un des régiments de la ville constitués en comité de soldats et voulant le transformer en section syndicale. Un mouvement de solidarité se lève dans le pays. En tout, 53 personnes sont inculpées d'atteinte au moral de l'armée devant la cour de sûreté de l'État et 26 sont emprisonnées. En 1978, un non-lieu général est rendu. La cour de sûreté de l'État est dissoute en 1981. En 2001, la conscription est abandonnée et remplacée par l'armée de métier.

### Marches internationales non-violentes pour la démilitarisation
De 1976 à 1982, des Marches internationales non-violentes pour la démilitarisation ont parcouru les pays d'Europe de l'Est et de l'Ouest pour s'opposer à la fois à l'OTAN et au Pacte de Varsovie.

## Antimilitarisme dans la culture
L'antimilitarisme influence la culture populaire et la culture alternative. Le mouvement hippie et son opposition à la guerre du Viêt Nam, de nombreux groupes de rock progressif des années 1980, et la musique punk se revendiquent souvent de l'antimilitarisme.

### Dans la littérature
- Les Croix de bois, Roland Dorgelès, Éditions Albin Michel, 1919
- Le Brave Soldat Chvéïk, Jaroslav Hašek, 1921-1923
- Voyage au bout de la nuit, Louis-Ferdinand Céline, Éditions Denoël, 1932
- Johnny s'en va-t-en guerre, Dalton Trumbo, 1939
- Allons z'enfants, Yves Gibeau, Éditions Calmann-Lévy, 1952
- Un temps pour vivre, un temps pour mourir, Erich Maria Remarque, 1954
- Le Cachot, Denis Langlois, Éditions Maspero, 1967
- Déni de patrie, Thierry Maricourt, Éditions Chant d'orties, illustration Benoît Drouart, 2013

### Dans la chanson

#### Le Déserteurde Boris Vian
Le 7 mai 1954 (jour de la débâcle de Diên Biên Phu), Boris Vian chante Le Déserteur : une lettre adressée au président de la République, longtemps interdite sur les ondes. La fin du texte a donné lieu à des discussions passionnées, pour savoir si le déserteur était résolument désarmé ou plutôt combattant : Boris Vian chantait initialement « Prévenez vos gendarmes / Que je tiendrai une arme / Et que je sais tirer », paroles auxquelles Mouloudji, premier interprète, aurait préféré une version plus neutre, qui s’est finalement imposée : « Prévenez vos gendarmes / Que je n’aurai pas d’armes / Et qu’ils pourront tirer ».
Érigée en hymne antimilitariste, la chanson de Vian connaît dans les années qui suivent une popularité dépassant le contexte historique de la décolonisation. Elle est reprise par de nombreux artistes, par exemple en France par Renaud (contre le service militaire), Serge Reggiani, Johnny Hallyday ou Marc Lavoine. Hors de France elle est chantée, pour protester contre la guerre du Viêt Nam, par l’américaine Joan Baez.

#### Autres chansons marqueront l'époque contemporaine
- En 1952, Georges Brassens dans La Mauvaise Réputation évoque « son lit douillet », préféré à la « musique qui marche au pas » du défilé du 14-Juillet. Il s’explique sur son antimilitarisme, le 14 mars 1975, sur le plateau d’« Apostrophes » : « Je suis devenu antimilitariste parce que très jeune j'ai détesté la discipline », « J'aime la France, pas la patrie », jugeant que dans la Marseillaise, « la musique est pas mal, mais les paroles très discutables »[35].
- En 1972, Maxime Le Forestier dans Parachutiste critique l’institution militaire.
- En 1979, Serge Gainsbourg sort une version reggae de La Marseillaise, enregistrée à la Jamaïque, sur laquelle il s’explique : « On dansait la Carmagnole sur la Marseillaise, on dansera maintenant le reggae ». Des associations d’anciens militaires perturbent sa tournée. À Strasbourg, il leur tient tête le 5 janvier 1980, clamant le poing brandi, devant des bérets rouges : « Je suis un insoumis qui a redonné à la Marseillaise son sens initial, je vous demanderai de la chanter avec moi ».
- En 1976, Michel Fugain avec Ring et Ding et Le petit soldat
- En 1981, Bolland & Bolland avec In the Army Now. Cette chanson est ensuite reprise par le groupe Status Quo en 1986, qui en fera une version plus connue.
- En 1983, Nena, avec 99 Luftballons. La chanson est sortie en pleine période d'intensification de la course aux armements dans le cadre de la Guerre froide.
- En 1994, The Cranberries, qui dénonce le conflit nord-irlandais dans sa chanson Zombie.

### Dans la bande dessinée et la caricature
- Gaston Lagaffe, créé par le dessinateur belge André Franquin et porté aux nues par plusieurs générations de lecteurs, est un personnage écolo avant l’heure, pacifiste convaincu, antimilitariste acharné, mais aussi antiflics et anti-chasseurs[36].
- L’œuvre entière de Cabu est traversée par l'antimilitarisme :
  - À bas toutes les armées ! (1979, Editions du Square), 109 p.[37]
  - Cabu, Adjudant Kronenbourg, Éditions Mille et une nuits, coll. « Les petits libres », 1994, 64 p. (ISBN 978-2-910233-12-9)
  - Cabu, Merci Cabu ! : Les Unes du journal Union pacifiste, Paris, Union pacifiste, 2015, 104 p.
- Siné.
- Jacques Tardi.

### Articles
- Le Monde libertaire : antimilitarisme.
- Maurice Laisant, Demeurer antimilitaristes... Les anarchistes et l’Internationale durant la Première Guerre mondiale, Le Monde libertaire, septembre 1964, lire en ligne.
- Jean Maitron (dir), L'anarchisme, ici et là, hier et aujourd'hui, Le Mouvement social, no 83, avril-juin 1973, [lire en ligne].
- René Laplanche, Antimilitarisme en Bourbonnais au début du siècle (XXe), Le Débredinoir, no 36, 1981.
- Cohen Yolande, L'antimilitarisme des jeunesses avant 1914, Matériaux pour l'histoire de notre temps, no 16, 1989, p. 42-48, [lire en ligne].
- Marc Angenot, L’antimilitarisme contre la « religion patriotique », Mots, Les langages du politique, 76|2004, [lire en ligne].
- Hem Day, Et des anarchistes partirent en guerre…, Le Monde libertaire, no 1732, 13 février-5 mars 2014, lire en ligne.
- « Nancy : récital antimilitariste et anticapitaliste », sur L'Est républicain, 11 novembre 2015.
- La grogne antimilitariste, une particularité de Mai 68 en Suisse, Swissinfo, 31 décembre 2017, [lire en ligne].
- Zvonimir Novak, « Une brève histoire graphique de l’antimilitarisme », Charles, no 23,‎ automne 2017 lire en ligne=http://revuecharles.fr/une-breve-histoire-graphique-de-lantimilitarisme.

## Autres œuvres antimilitaristes

### Filmographie

#### Fiction
- J'accuse, Abel Gance, 1919.
- Quatre de l'infanterie, Georg Wilhelm Pabst, 1930.
- Les croix de bois, Raymond Bernard, 1932.
- Le Brave Soldat Chvéïk, Jiří Trnka, 1954-1955.
- Les Sentiers de la gloire, Stanley Kubrick, 1957.
- Le Brave Soldat Chvéïk, Axel von Ambesser, 1960.
- Un taxi pour Tobrouk, Denys de La Patellière, 1961[38].
- Docteur Folamour, Stanley Kubrick, 1963.
- Pour l'exemple, Joseph Losey, 1964.
- Les Honneurs de la guerre, Jean Dewever, 1968.
- Les Hommes contre, Francesco Rosi, 1970.
- Johnny s'en va-t-en guerre, Dalton Trumbo, 1971.
- Avoir vingt ans dans les Aurès, René Vautier, 1972.
- R.A.S., Yves Boisset, 1973.
- Allons z'enfants, Yves Boisset, 1981.
- Le Pantalon, Yves Boisset, 1997.

#### Documentaires
- Louis Lecoin, le cours d'une vie, Jean Desvilles, Jacques Darribehaude, 63 min, Paris, Éditions du Monde Libertaire, 1965, notice.
- Écoutez May Picqueray, Bernard Baissat, 1984.
- Robert Jospin, Bernard Baissat, 1990.

### Chansons

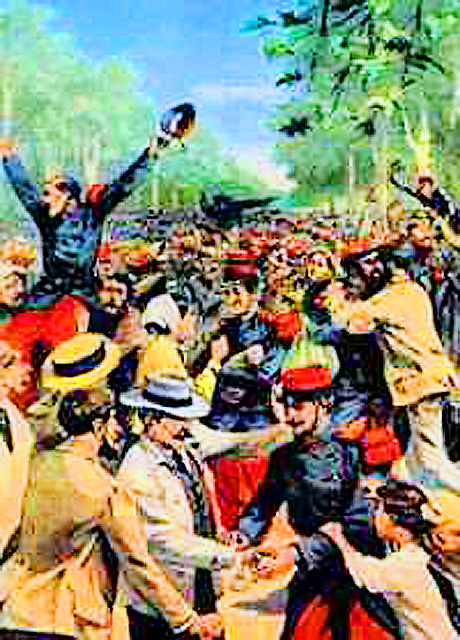
En 1907, la fraternisation des soldats du 17e avec la population contre laquelle ils ont refusé de tirer (Le Petit Parisien).

- Le déserteur, auteur anonyme, paroles et écoute en ligne.
- Cinquième couplet de L'Internationale, Eugène Pottier et Pierre Degeyter, 1871-1888 :

« Les Rois nous saoulaient de fumées,

Paix entre nous, guerre aux tyrans !

Appliquons la grève aux armées,

Crosse en l'air et rompons les rangs !

S'ils s'obstinent, ces cannibales,

A faire de nous des héros,

Ils sauront bientôt que nos balles

Sont pour nos propres généraux. »

- À Biribi, Aristide Bruant in Dans la rue. Chansons et monologues vol. 2, Paris, 1889-1895.
- Les conscrits insoumis, auteur et compositeur inconnus, 1902.
- La grève des mères, Monthéus, 1905.
- Gloire au 17e, Montéhus, 1907, écouter en ligne.
- La Chanson de Craonne, Charles Sablon, 1915, écouter en ligne.
- Non, non, plus de combats, 1917.
- Marche ou crève, Jacques Prévert, 1934, écouter en ligne.
- Giroflé, Girofla (1935) – Rosa Holt[39]
- Quand un soldat, Francis Lemarque, 1952, écouter en ligne.
- La Mauvaise Réputation, Georges Brassens, 1952, écouter en ligne.
- Allons Z'enfants, Boris Vian, 1952.
- Le Déserteur, Boris Vian et Mouloudji, 1954, écouter en ligne.
- La java des bombes atomiques, Boris Vian, 1955.
- Les joyeux bouchers, Boris Vian et Jimmy Walter, 1955.
- Le petit commerce, Boris Vian et Alain Goraguer, 1955
- La marche arrière, Boris Vian et HenriSalvador.
- Miss Guéguerre, Les Chansons interdites... et autres, Léo Ferré, 1961, écouter en ligne.
- Regardez-les, Les Chansons interdites... et autres, Léo Ferré, 1961, écouter en ligne.
- Pacific blues, Les Chansons interdites... et autres, Léo Ferré, 1961, écouter en ligne.
- La Guerre de 14-18, Georges Brassens, 1962, écouter en ligne.
- Le sabre et le goupillon, Potemkine, Jean Ferrat, 1965.
- Johnny, Graeme Allwright, 1966.
- La Marseillaise, Léo Ferré, 1967, écouter en ligne.
- Le Déserteur et 13 autres chansons pacifistes, anthologie chantée par Boris Vian, Mouloudji, Nana Mouskouri, Jean-Claude Darnal, Les Frères Jacques, Graeme Allwright, Catherine Sauvage, Francis Lemarque, Juliette Gréco, Georges Brassens, Jean Arnulf, PIerre Louki et Jacques Brel, 1967, Philips, 33 tours, 30 cm, P 70.445 L.
- (en) Unknown Soldier, Waiting for the Sun, The Doors, 1968, écouter en ligne.
- Le Triomphe de l'anarchie, Charles d'Avray
- Marc Ogeret, Chansons « contre », Vogue, 1968, CD augmenté 1988, écouter en ligne.
- Les Quatre Barbus, Chansons anarchistes, SERP, 2000, 1 CD (42 min 55 s) et un 1 livret, écouter en ligne.
- (en) Imagine, Imagine, John Lennon, 1971, écouter en ligne.
- Mourir pour des idées, Georges Brassens, 1972, écouter en ligne.
- Parachutiste, Mon frère, Maxime Le Forestier, 1972, écouter en ligne.
- Nous aussi nous marchons, Pierre Tisserand, 1972, Disc'AZ, 45 tours, SG 375, chanson du film Avoir 20 ans dans les Aurès.
- Ne mets pas ton pied dans cette merde, Yves Branellec, 1972, Disc'AZ, 45 tours, SG 375, chanson du film Avoir 20 ans dans les Aurès.
- Joan Baez, 1973, écouter en ligne.
- Où c'est qu'j'ai mis mon flingue, Marche à l'ombre, Renaud, 1980, écouter en ligne.
- Déserteur, Morgane de toi, Renaud, 1983
- (en) Rambozo the Clown, Bedtime for Democracy, Dead Kennedys, 1986, écouter en ligne.
- Viêt-Nam Laos Cambodge, Abracadaboum, Bérurier Noir, 1987, écouter en ligne.
- Carnet De Route, Souvent fauché, toujours marteau, Bérurier Noir, 1989, écouter en ligne.
- (en) Atomic Garden, Generator, Bad Religion, 1992, écouter en ligne.
- (en) All Good Soldiers, Recipe for Hate, Bad Religion, 1993, écouter en ligne.
- La médaille, À la belle de mai, Renaud, 1994
- (en) Firecracker, Suburban Teenage Wasteland Blues, Strung Out, 1996.
- (en) Tio Sam, Planeta Eskoria, Ska-P, 2000.
- Mort a la guerre, Premier Crackage, Les Vieilles Salopes, 2001, écouter en ligne.
- (en) Charity, Free Souls in a Trapped Environment, Citizen Fish, 2001.
- (en) Let them Eat War, The Empire Strikes First, Bad Religion, 2004.
- (en) State of the Union, Siren Song of the Counter Culture, Rise Against, 2004.
- Âme armée, Ina-Ich, 2007, écouter en ligne.
- (en) Hero of War, Appeal to Reason, Rise Against, 2008.
- Le monsieur qui vend des canons, Pierre Perret, Mes chansons engagées, 2012.
- La guerre et Pourquoi ces canons ?, Antoine.
- Le mercenaire 2018 écouter en ligne Patrice Pertuit
- Celle que je n'aurais pas voulu faire, Paroles : Claude Vinci ; Musique : Jean-Claude Petit
- Près d'Amoucha, G. Leprince et Philippe-Gérard, chanté par Claude Vinci
- Brother in arms, Dire Straits

#### Associations
- Internationale des résistant(e)s à la guerre
- Groupe d'action et de résistance à la militarisation
- Groupe pour une Suisse sans armée
- Résistance féministe anti-guerre (Russie)

#### Antimilitaristes
- Cités dans « Le Maitron » : notices biographiques.
- Georges Brassens - Cabu - Boris Vian - Jacques Prévert - May Picqueray - Renaud - David Cortright (en)
- Tayfun Gönül (1958-2012) est, en 1989, le premier objecteur de conscience turc. Il se déclare anarchiste : voir Aurélie Stern, L’antimilitarisme en Turquie, Atelier de création libertaire, 2015 (lire en ligne [PDF]).